# 穆蒂洛阿
穆蒂洛阿（西班牙語：Mutiloa）是西班牙巴斯克自治区吉普斯夸省的一个市镇。总面积9平方公里，总人口158人（2001年），人口密度18人/平方公里。